# 2ª Squadriglia caccia
La 2ª Squadriglia caccia fu una squadriglia del Servizio Aeronautico del Regio Esercito.

## Storia
La 2ª Squadriglia caccia nasce il 31 gennaio 1916 a Mirafiori (campo di volo) comandata dal capitano Giorgio Chiaperotti e cinque piloti tra cui il cap. Antonio Bosio (generale) futuro capo di stato maggiore dell'Aeronautica Militare dal 1933 al 1934 e il sottotenente Giovanni Sabelli.
Il 1º febbraio si sposta a Comina (Friuli-Venezia Giulia) con tre Nieuport-Macchi Ni.10 monoposto e cinque biposto.
Il 2 marzo 1916 si sposta a Cascina Farello di Aquileia nel I Gruppo e a fine mese dispone di quattro piloti e sei Nieuport con motore Le Rhône 9C da 80 hp.
Il 2 aprile il sergente maggiore Giuseppe Barattini con il mitragliere sergente Moretto obbligavano un aereo nemico a prendere terra vicino Monastero a Cascina Bianca.
Il 7 aprile il reparto viene visitato dal Duca d'Aosta Emanuele Filiberto di Savoia-Aosta, comandante della 3ª Armata (Regio Esercito).
Il 15 aprile dopo il cambio di nome di tutte le squadriglie diventa la 71ª Squadriglia caccia.